# اتو فریتز میرهوف
اتو فریتز میرهوف (به آلمانی: Otto Fritz Meyerhof) (زاده ۱۲ آوریل ۱۸۸۴ - درگذشته ۶ اکتبر ۱۹۵۱) زیست‌شناس آلمانی و برنده جایزه نوبل فیزیولوژی و پزشکی در سال ۱۹۲۲ به خاطر کشف تولید اسید لاکتیک در ماهیچه ها بود.

## زندگی
میرهوف بیشتر دوران کودکی خود را در برلین گذراند و در همان‌جا هم تحصیل در پزشکی را آغاز نمود. سپس تحصیلاتش را در دانشگاه های استراسبورگ و هایدلبرگ ادامه داد و در سال ۱۹۰۹ فارغ‌التحصیل شد. او در شهر هایدلبرگ با هدویش شالنبرگ ازدواج کرد و از او صاحب یک فرزند دختر و دو پسر شد.